# Gerhard Weinberg
Gerhard Ludwig Weinberg (né le 1er juillet 1928 à Hanovre) est un historien américain connu pour son travail sur la Seconde Guerre mondiale. Il est actuellement professeur émérite à l'université de Caroline du Nord à Chapel Hill.

## Biographie
Étant juif, Gerhard Weinberg est persécuté durant son enfance en Allemagne. En 1938, sa famille émigre en Grande-Bretagne puis aux États-Unis en 1941. Il poursuit ses études après avoir fait partie de la force de l'US Army déployée au Japon pour l'occupation du pays, de 1946 à 1947. En 1948, il obtient son baccalauréat universitaire. Ses études le conduisent à l'université de Chicago, où il obtient sa maîtrise universitaire en 1949 puis son doctorat en 1951.

## Publications
- Germany and the Soviet Union, 1939-1941, Leiden, E.J. Brill, 1954
- The Foreign Policy of Hitler's Germany: Diplomatic Revolution in Europe, 1933–36, Chicago, University of Chicago Press, 1970  (ISBN 0-226-88509-7)
- (editor) Transformation of a Continent: Europe in the Twentieth Century, Minneapolis, Burgess Pub. Co., 1975  (ISBN 0-8087-2332-4)
- The Foreign Policy of Hitler's Germany: Starting World War II, 1937-1939, Chicago, University of Chicago Press, 1980  (ISBN 0-226-88511-9)
- World in the Balance: Behind the Scenes of World War II, Hanover, Published for Brandeis University Press by University Press of New England, 1981  (ISBN 0-87451-216-6)
- A World at Arms : A Global History of World War II, Cambridge [Eng.], New York, Cambridge University Press, 1994, revised edition 2005  (ISBN 0-521-44317-2)[1]
- Germany, Hitler, and World War II: Essays in Modern German and World History, Cambridge [England], New York, Cambridge University Press, 1995  (ISBN 0-521-47407-8)
- Visions of Victory: The Hopes of Eight World War II Leaders, New York, Cambridge University Press, 2005  (ISBN 0-521-85254-4)
- Hitler's Foreign Policy, 1933-1939: The Road to World War II, New York, Enigma Books, 2010  (ISBN 978-1-929631-91-9)
- "Review of Das Auswartige Amt im Dritten Reich: Diplomatie im Schatten der "Endlosung" de Hans-Jürgen Döscher pages 420-422 from The Journal of Modern History, Volume 61, Issue # 2 June 1989.